# آراکانا
آراکانا که از آن به بیدم آمریکای جنوبی هم نام می‌برند، نژادی از مرغ است که زادگاه آن کشور شیلی می‌باشد. غالباً این نژاد را با آمرکانا و تخم‌گذار عید پاک اشتباه می‌گیرند، اما آراکانا خصوصیاتی دارد که به راحتی باعث تشخیص آن می‌شود. آن‌ها تخم آبی رنگ می‌گذارند، زائده‌های از پر(تافت) در کنار گوش‌های خود دارند و فاقد دم و پشت می‌باشند.

## پیشینه
نیاکان آراکانای امروزی احتمالاً توسط سرخ‌پوستان آراکانا از کشور شیلی پرورش داده شده بودند. آراکانایی را که امروز به این نام می‌شناسیم، محصول تلفیق دو نژاد است: کولونکا (نژادی که تخم آبی رنگ می‌گذارد، بیدم است و صورت آن نیز ریش ندارد) و کوئترو (که تخم‌های صورتی مایل به قهوه‌ای می‌گذارد و دارای ریش است). مرغ و خروس کولونکا بسیار به هم شبیه هستند و تنها با دقت در صفات جنسی مانند تاج، زیرحلقوم و پرهای کمر است که می‌توان آن‌ها را از هم تشخیص داد. پس از قرن‌ها تضارب با دیگر نژادهای آمریکای جنوبی مانند کوچوا، هواپی، اونا و ماپوچی، طبیعتاً کولونکا بیشتر نژادی تلفیقی است تا خالص. کوئترو بی تاج است اما به نحو قابل توجهی هر دو جنس نر و ماده در دو رنگ خلاصه شده‌اند. خروس‌ها در هر دو نژاد کولونکا و کوئترو صدایی غیرمعمولی دارند. کوئترو بانگ چند آوایی خنده داری دارد، اما بانگ کولونکا اندکی موسیقایی است. اما نکته‌ای که حائز اهمیت است این است که اکثر مرغ‌های اهلی در آمریکای جنوبی دارای ریش و پرهای صورت هستند (عده‌ای علت این امر را محافظت از بادهای سرد و منجمدکننده قطب جنوب می‌دانند که سواحل آمریکای جنوبی را درمی‌نوردد).

## منشأ پولنزیایی
در مورد این مسئله که آیا آراکانا از پرندگانی که توسط اروپاییان پس از کریستف کلمب به آمریکای جنوبی آورده شدند، به وجود آمد یا از از پرندگانی که از طریق اقیانوس آرام و از جایی نزدیک به زادگاه اصلی طیور یعنی آسیای جنوب شرقی (آنطور که پنداشته می‌شود)، بحث‌های فراوانی بوده‌است. اگر سابقهٔ آراکانا به قبل از حضور اروپاییان در آمریکای جنوبی برسد، این امر بیانگر وجود ارتباط بین آسیا و آمریکای جنوبی از طریق اقیانوس آرام و قبل از دوران کلمب است. در سال ۲۰۰۷، تیمی از دانشمندان بین‌المللی نتایج تحقیقات خود بر روی استخوان‌های مرغی که در شبه جزیرهٔ آراکو در در جنوب شیلی یافته بودند، را منتشر کردند که در نشریهٔ آکادمی ملی علوم ایالات متحده به چاپ رسید. طبق این گزارش‌ها قدمت این استخوان‌ها به زمانی بین ۱۳۰۴ تا ۱۴۲۴ پس از میلاد می‌رسد و آزمایش دی ان ای نشاندهندهٔ ارتباط بین بقایای ماقبل تاریخی مرغ از پولینزی است. این یافته‌ها، این نظریه را که دریانوردان پولینزی پیش از کریستف کلمب به دنیای جدید رسیدند را تقویت می‌کند.

## مشخصات

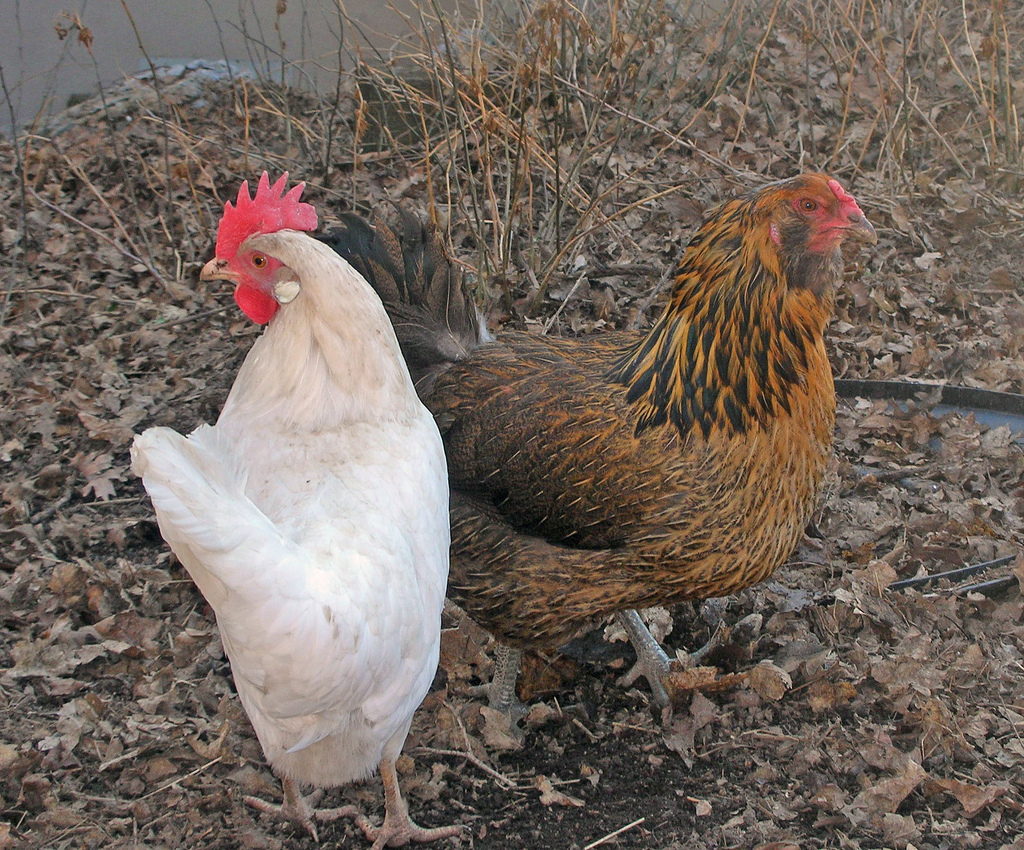
مرغ آمرکانا در کنار یک لگرن(لگهورن)

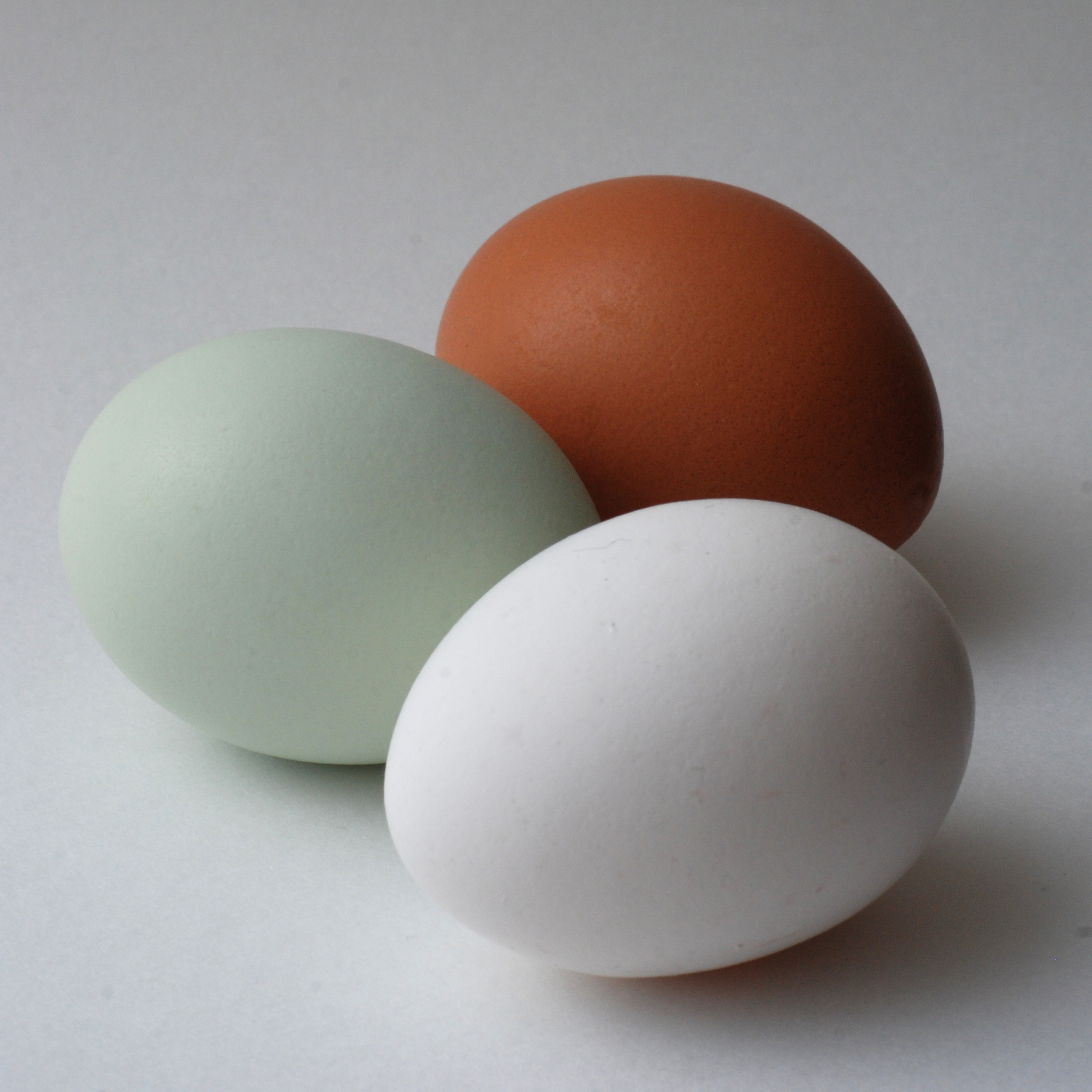
تخم آراکانا به رنگ آبی-سبز در کنار تخم‌های دیگر

استاندارد امروزی برای آراکانا در جهان (بغیر از آمریکای شمالی)، تصویر گر پرنده‌ای است با سایز متوسط تا بزرگ و دم دار که تخم‌های آبی و سبز می‌گذارد. خصوصیات ظاهری آن شامل داشتن تافت، ریش، تاج بسیار کوتاه، کاکلی کوچک و عدم وجود هر گونه زیرحلقوم می‌باشند. استاندارد حال حاضر آمریکای شمالی خواهان پرنده‌ای بیدم (همان‌طور که قبلاً ذکر شد به دلیل فقدان مهرهٔ آخر)، دارای تافت و همچنین تخم آبی است. در ایالات متحده و کانادا، داشتن ریش و دم در این نژاد به عنوان خصایصی نامطلوب تلقی می‌شوند.
آراکانا را نباید با تخم‌گذار عید پاک و آمرکانا اشتباه گرفت. امرکانا هم تخم‌های آبی میگذارد اما برخلاف آراکانا دم دارد و دارای پرهای صورت و ریش است که کاملاً با تافت در آراکانا متفاوت است و همچنین از کاکل در آمرکانا هم خبری نیست. ریش و پرهای صورت کرکهایی هستند که بر روی صورت وغبغب پرنده می‌رویند اما تافت پرهای هستند که از گوشت لالهٔ گوش پرنده بیرون زده‌اند. این زائده‌های پر مربوط به یک ژن بسیار حساس هستند و همین عامل کسب این خصوصیت را مشکل می‌کند.
تخم‌گذار عید پاک را نمی‌توان یک نژاد مستقل دانست؛ در واقع این عبارت را در مورد هر نوع پرنده‌ای که تخم رنگی می‌گذارد بکار می‌برند (بعلت شباهت با تخم‌های رنگ شده).
تخم‌های آراکانا برخلاف شایعات عامیانه هیچ برتری از نظر مواد مغذی نسبت به تخم‌های دیگر ندارد اما آراکانا را می‌توان از نظر تولید تخم‌های متوسط یک نژاد قابل اطمینان به‌شمار آورد. آراکانا، به ویژه اگر دستی بزرگ شود، پرنده‌ای بسیار آرام، صبور و خوشرفتار است.

## ژن مرگبار
هنگامی که در نیمهٔ قرن بیستم، آراکانا برای اولین بار به پرورش دهندگان جهان معرفی شد، آن‌ها به سرعت دریافتند که ژن عامل تافت باعث مرگ جوجه‌ها نیز می‌شود. آنطور که کاشف بعمل آمد وجود دو ژن، ۱۰۰٪ جوجه‌ها را قبل از تولد می‌کشت و حضور یک ژن نیز ۲۰٪ تلفات را باعث می‌شد. از آنجا که هیچ آراکانایی همزمان دارای دو ژن عامل تافت نیست، جفت‌گیری دو پرندهٔ زائده دار منجر به زائده دار شدن نیمی از جوجه‌ها با یک ژن تافت می‌شود، در حالیکه ¼ جوجه‌ها بدون ژن و در نتیجه بدون تافت می‌باشند و ¼ باقی‌مانده نیز به دلیل دریافت دو ژن در تخم می‌میرند ؛ در دهه‌های بعدی تولیدکنندگان دو راه بیشتر نداشتند: یا شکل قدیمی پرنده را حفظ کنند یا قید تافت را زده و به افزایش نسل این پرنده کمک کنند.